# Pontania dolichura
Pontania dolichura är en stekelart som först beskrevs av Thomson 1871.  Pontania dolichura ingår i släktet Pontania, och familjen bladsteklar. Arten är reproducerande i Sverige.